# 滅門慘案II借種
《滅門慘案II借種》是1994年上映的香港三级電影。為1993年滅門慘案之孽殺的續集，黎繼明導演及監製，鄭艷麗、廖啟智、吳毅將、何家駒主演。

## 剧情
這是根據真實案件改篇的電影，公安局局長龍傳人(廖啟智飾)渴望破案立功，此時鎮上一戶全家被殺，龍深入調查，幾經辛苦終找出疑兇秦可秀(鄭艷麗飾)，龍要求秀說出案件的經過：一對恩愛夫妻遠程而來，可惜丈夫甄劍聲(吳毅將飾)不能人道，期間劍遇上年青壯男朱正軍(劉的之飾)，因此萌生借種生育念頭，遂以金錢請求軍借種與秀交合。事後，軍愛上秀，一次偶然單獨共處，軍與秀情不自禁做愛起來，不料被惡霸洪震(何家駒飾)及其兒子洪志權(黃子輝飾)撞破及拍下照片，洪震抓走秀威脅劍以巨款贖回照片。秀被囚在洪家被洪震父子性侵，到劍贖回秀，發現秀成功有孕大喜，惜洪震父子把梅毒也傳給了秀，令她好夢成空忍痛墮胎。劍得知真相後怒找洪震理論，反被洪震全家殺死。最後，發狂的秀佈局殺死洪震全家。故事講完，秀跳下懸崖自殺，結束痛苦一生。

## 演员
| 演员   | 角色   | 备注                                       | 粵語配音 |
| 鄭艷麗 | 秦可秀 | 甄劍聲之妻，案件兇手                       | 沈小蘭   |
| 廖啟智 | 龍傳人 | 公安局局長                                 | 廖啟智   |
| 劉的之 | 朱正軍 | 被秦可秀及甄劍聲要求幫他們借種生育         | 陳欣     |
| 吳毅將 | 甄劍聲 | 秦可秀之夫，被洪震所殺                     | 吳毅將   |
| 何家駒 | 洪震   | 惡霸，大反派，該案死者之一                 | 盧雄     |
| 邢小路 | 洪大嫂 | 洪震之妻，洪志權之母，該案死者之一         | 陸惠玲   |
| 盧雄   | 老莫   | 川民                                       | 盧雄     |
| 張蘭英 | 當當   | 龍傳人之下屬                               |          |
| 李雲飛 |        | 龍傳人之下屬                               | 陳永信   |
| 梁啟智 | 川民   |                                            | 盧雄     |
| 黃秋生 | 呂奇   | 龍傳人之表弟（並沒演出，只是在圖片裏出現） |          |

## 外部連結
- 香港影庫上《滅門慘案II借種》的資料（繁體中文）
- 互联网电影数据库（IMDb）上《滅門慘案II借種》的资料（英文）